# Nima Rumba
Nima Rumba es un actor y cantante nepalí nacido en Subarnapur, Parsa. Sus padres pertenecen a la etnia de los madhesi-tamang. Su familia se trasladó de Mudhe a Parsa antes de nacer, actualmente Nima está casado y tiene dos hijos. El nombre de su esposa es Sheli Thapa Magar.

## Discografía
Álbumes
- Suna Suna (1994)
- Memories (1996)
- Huri Batas (2000)
- Lolita (2002)
- Faith (2004)
- Pride (2006)
- Rangau Ki Ma (2011)
- A collection album Best of Nima Rumba was released in 2002.
- Some of his popular songs are " Catwalk ", " Lolita ", " Block Hill ", " Huri Bataas ", " E Kanchi ", " Samjhera Ti din Haru ", " Anjaan Mayalu ",Aau Aauna, " Saanjhma Pani ", " Meri Priyasi ", " Aauna Sangai Naachau ", " Preeti Basyo "," Ek Fera " and " Rangau Ki Ma"

## Películas
- 2008 Nepali movie Kagbeni.[1]
- 2012 – Special Guest Appearance in the movie " Visa Girl “
- 2013 – Special Guest Appearance in the Gurung Culture based movie "Ma"